# Vespro della Beata Vergine
Vespro della Beata Vergine (SV 206 et 206 bis), Vêpres de la Vierge (1610), ou plus simplement les Vêpres de 1610 en français, sont une composition musicale de Claudio Monteverdi. C'est une des œuvres majeures de la littérature musicale.

## Le cadre: liturgie, écriture musicale. Et cadre historique (avec hypothèses)
Les Vêpres sont l'une des Heures de l'Office divin et la structure en est restée inchangée au cours des quinze derniers siècles. Les Vêpres sont construites autour de plusieurs textes bibliques dont l'Église catholique se sert traditionnellement pour la liturgie à l'occasion de certaines fêtes mariales ; l'introduction (Deus in adjutorium, tiré du Psaume 69), cinq psaumes (les Psaumes 109, 112, 121, 126, 147), des concerti sacrés entre les psaumes, une hymne, le texte du Magnificat, et en conclusion Benedicamus Domino.

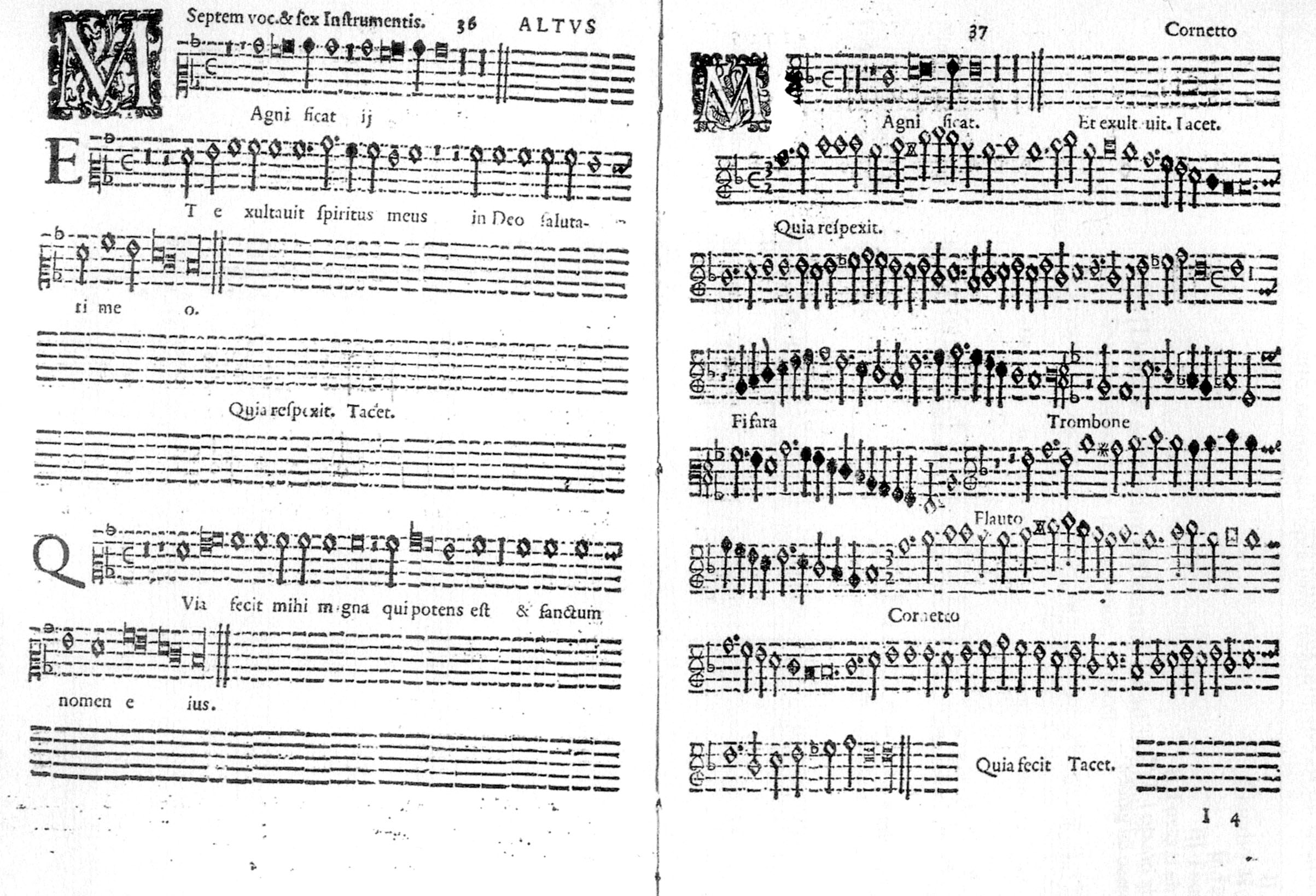
Début du Magnificat à 7 voix et 6 instruments (partie d'alto vocal à gauche avec interventions instrumentales à droite). p. 36-37 de l’édition de 1610 (fac-similé).

Les Vêpres mariales de 1610 sont la première œuvre de musique sacrée publiée par Monteverdi depuis la toute première parution d'une de ses œuvres vingt-huit ans plus tôt. Ces Vêpres se distinguent par leur assimilation des deux styles, l'ancien et le nouveau, même si ces styles qui font contraste ne peuvent pas être qualifiés exactement en eux-mêmes de prima prattica et de seconda prattica. Les Vêpres ont été publiées en juillet 1610, en combinaison avec une messe à six voix bâtie sur un motet de Nicolas Gombert, In illo tempore loquante Jesu. Plus de quatre cents ans après son achèvement, les intentions exactes de ce travail ne sont toujours pas clairement connues ou comprises. Cela reste un sujet de débat entre musicologues depuis des décennies, et Graham Dixon a même suggéré que la structure donnée aux Vêpres par Monteverdi serait mieux adaptée pour une utilisation à l'occasion de la fête de sainte Barbara ; il souligne, par exemple, que les textes empruntés au Cantique des Cantiques du roi Salomon pourraient s'appliquer à n'importe quelle sainte. Il ajoute que la mise en forme des Vêpres pour les appliquer à une fête mariale en fait quelque chose de plus « vendable ». Plusieurs faits appuient un tel point de vue ; on ne trouve que deux chants mariaux dans toutes les Vêpres : Audi cœlum et Ave maris stella ; la sonate pourrait très facilement être remaniée pour s'adapter au nom de n'importe quelle sainte et le texte du Duo Seraphim est lié à sainte Barbara (parce qu'elle est généralement en rapport avec la Trinité)[réf. nécessaire].
Les Vêpres furent imprimées pour la première fois à Venise en 1610, alors que le compositeur travaillait à la cour ducale de Mantoue. Il se peut que le travail ait été composé comme une pièce d'audition afin d'obtenir des postes à Venise (Monteverdi devint maître de chapelle à la basilique Saint-Marc en 1613) et à Rome (où aucun poste ne lui fut offert). D'ailleurs, il est évident que le compositeur concevait que l'exécution de cette œuvre serait effectuée à cette basilique possédant les deux tribunes pour deux chœurs, tradition depuis Adrien Willaert.
Les conditions de la première exécution publique des Vêpres ne semblent pas établies avec certitude. Selon certaines sources[Lesquelles ?], la première création daterait de 1607. Jordi Savall, dans la présentation de son enregistrement de 1988, situe précisément la première exécution dans la Basilique Santa Barbara de Mantoue le 25 mars 1610.

## Une conception musicale entre Renaissance et baroque
Dans l'histoire de la musique, les Vêpres, très imaginatives, ouvrent une voie nouvelle et originale. C'est une œuvre foisonnante, entre prière et virtuosité, qui ne craint pas d'explorer l'espace allant de l'intime au monumental, et dans laquelle Monteverdi se montre à la fois homme d'église et homme de théâtre, en une parfaite synthèse de ces deux expressions de son génie. Elle nécessite un chœur assez important (20-25 choristes par ex.) et à coup sûr expérimenté, capable d'assurer jusqu'à dix parties vocales au cours de certaines pièces et de se diviser en chœurs séparés dans d'autres (mais elle peut aussi bien se chanter à dix). L'auteur fait alterner les interventions très diverses du chœur, avec des épisodes pour sept solistes en tout, qu'il répartit tout au long de la partition de manière également très nouvelle et variée.
Les solos instrumentaux sont expressément prévus pour un ou deux violons et un ou deux cornets à bouquin, qui doivent faire preuve d'une réelle virtuosité, tandis que Monteverdi n'a pas précisé l'instrumentation du ripieno (ce qu'on pourrait appeler le chœur instrumental, ou pour employer une expression plus actuelle, l'ensemble orchestral, bien qu'il ne s'agisse pas d'un orchestre au sens moderne du mot).
De même, le compositeur n'annonce aucun ensemble spécifique d'antiennes en plain-chant à insérer avant chaque psaume et avant le Magnificat qui vient en conclusion. Cela permet de faire entendre une musique « sur mesure », en fonction du nombre d'interprètes disponibles et des circonstances d'exécution de l'œuvre (la liturgie de jours de fête particuliers comprend des antiennes qu'il est parfaitement possible de chanter avant les psaumes de Monteverdi).
La façon très inventive et très nouvelle avec laquelle Monteverdi aborde chaque partie des Vêpres a valu à cette œuvre une place unique dans l'histoire. Elle présente des moments d'intense recueillement à l'intérieur d'une partition qui peut aussi devenir exubérante ou encore, monumentale. Dès l'invitatoire (Deus in adjutorium), elle intègre des éléments d'origine profane sans renoncer à son objectif religieux. Cet équilibre entre des composantes a priori antagonistes représente évidemment une difficulté pour l'interprétation.
Dans cet invitatoire, la politique est également présente : l'ensemble instrumental qui intervient au cours de ce premier épisode, fait d'abord entendre l'hymne de la dynastie des Gonzague de Mantoue.
À l'intérieur d'une même pièce, Monteverdi fait se succéder des moments très divers (par exemple dans le Lætatus sum ou le Nisi Dominus, mais en fait constamment dans l'œuvre). Entre les différentes voix du chœur, des décalages rythmiques très rapprochés peuvent se présenter (dans le Lauda Jerusalem par exemple) et donner une impression d'instabilité mais surtout de grande vitalité, joyeuse et débridée, d'autant plus que Monteverdi oppose ces moments à d'autres, tout aussi amples mais d'un caractère très intérieur et extatique (comme le chœur à huit voix qui termine l’Ave maris stella : « Salut étoile de la mer »). Des changements de mesure fréquents répartissent sans aucune rigidité les barres de mesure. Ils amènent à leur tour des difficultés dans l'exécution de cette partition.
Du point de vue de la technique vocale, on remarque l'usage très particulier d'un ornement né du quilisma grégorien, qui consiste en une répétition rapide d'une même note par une voix soliste. Cet ornement très inhabituel à nos oreilles est un élément qui participe de l'exultation. Il introduit une virtuosité très brève mais bien présente dans certaines pièces (où les solistes se répondent, par exemple dans le no 7, Duo seraphim). Il ne peut pas être pratiqué par les voix du chœur.
Autre aspect, l'utilisation de l'écho, en usage à l'époque baroque pour son aspect de jeu avec les mots et d'illusion. Par exemple dans l’Audi cœlum (« Écoute, ciel »), les derniers vers de chaque strophe sont prolongés par un écho qui constitue en fait une réponse du ciel à ce qu'on vient d'entendre. C'est ainsi que la première strophe (« Écoute, ô Ciel, mes paroles... ») qui se termine par les mots « Et perfusa gaudio » (« Et remplies de joie ») se voit répondre : « Audio » (« J'écoute »). Etc.
Les différents épisodes présentent tout un éventail de formes, liturgiques (hymnes et psaumes, écrits ici en style de motet souvent concertant) ou qui peuvent devenir presque purement musicales (comme la Sonata sopra Sancta Maria), sans jamais perdre le but auquel tend l'office, c'est-à-dire de rendre grâce et d'inciter à la prière. Les Vêpres conservent cependant leur unité tout en établissant un lien entre tradition et modernité : chaque partie est élaborée sur le plain-chant utilisé comme cantus firmus (principe constitutif autour duquel tout se construit, dans cette partition comme dans la polyphonie pratiquée depuis plusieurs siècles, pour les grandes pièces musicales d'église). Ici, Monteverdi ne renie rien, mais crée une perspective entièrement nouvelle.
Dans ce recueil Monteverdi rassembla deux Magnificat. Le premier cantique de la Vierge est écrit pour six voix et se développe selon le style traditionnel (que Monteverdi appelait la Prima pratica). Au contraire, le deuxième, à sept voix avec six instruments, se distingue du style musical de ce temps en s'orientant vers la Seconda pratica. C'est aussi une des raisons qui font que ces Vêpres sont considérées comme une œuvre entre deux époques.

## Structure
1. Invitatorium (Invitatoire) : Versiculum (verset) : « Deus, in adjutorium meum intende » en plain-chant et Responsorium (répons) : « Domine ad adjuvandum me festina » (deux extraits du Psaume 69), 6 voix et instruments
2. Psalmus (psaume) I : Dixit Dominus (Psaume 109), 6 voix et instruments
3. Concerto (en réalité, motet concertant) : Nigra sum, ténor et chœur
4. Psalmus II : Laudate pueri (Psaume 113 (en)), numéroté en réalité Psaume 112 dans la nomenclature catholique, ici traité pour chœur à 8 voix par Monteverdi, avec orgue
5. Concerto (en réalité, motet concertant) : Pulchra es, duo vocal
6. Psalmus III : Lætatus sum (Psaume 121), chœur à 6 voix
7. Concerto (en réalité, motet concertant) : Duo seraphim, duo et trio
8. Psalmus IV : Nisi Dominus (Psaume 126), chœur à 10 voix
9. Concerto (en réalité, motet concertant) : Audi cœlum, 2 ténors
10. Psalmus V : Lauda Jerusalem (Psaume 147), 2 chœurs à 3 voix et cantus firmus au ténor
11. Sonata sopra Santa Maria (« Sonate[5] sur » l'invocation « Sancta Maria ora pro nobis » (« Sainte Marie, prie pour nous »)
12. Hymnus (Hymne) : Ave Maris Stella, solistes et 2 chœurs
13. deux Magnificat : 6 voix ; 7 voix avec 6 instruments

## Discographie
Liste non exhaustive, les Vêpres de la Vierge étant l'une des œuvres les plus enregistrées de tout l'œuvre de Monteverdi et de la musique en général.
- Ensemble vocal et instrumental de Lausanne et Les Sacqueboutiers de Toulouse, dir. Michel Corboz, Erato STU 70325/27. Grand Prix du Disque de l'Académie Charles-Cros, 1967
- Escolania de Montserrat, dir. Ireneu Segarra - Harmonia Mundi 165-99 681/682, 1976
- Ensemble Vocal et Instrumental de Lausanne, dir. Michel Corboz - Erato, 1983
- La Chapelle royale, Collegium Vocale Gent de Gand, Les Sacqueboutiers de Toulouse, dir. Philippe Herreweghe - Harmonia Mundi, 1987
- La Capella Reial de Catalunya, Coro del Centro Musica Antica di Padova, dir. Jordi Savall - Astrée, Alia Vox, 1989 ; rééd. 2007 Alia Vox AVSA9855
- Choralschola der niederaltaicher Scholaren, Kammerchor Stuttgart, Musica Fiata Köln, dir. Frieder Bernius - Deutsche Harmonia Mundi, 1989.
- Monteverdi Choir, The English Baroque Soloists, dir. John Eliot Gardiner - Decca Universal, 1990 ; rééd. 1998, 2003
- Les Petits Chanteurs de Tölz (« Der Tölzer Knabenchor »), Schola de la Cour Impériale de Vienne (« Choralschola der Wiener Hofburgkapelle »), Chœur Arnold Schoenberg, Concentus Musicus de Vienne, dir. Nikolaus Harnoncourt - Teldec Das alte Werk, 1993 ; rééd. 2009
- Cantus Cölln, dir. Konrad Junghänel - BMG, 1995
- Scholars Baroque Ensemble, dir. David van Asch - Naxos, 1995
- Vokalensemble Frankfurt, Instrumentalensemble Il Basso, dir. Ralf Otto - Capriccio, 1995
- Nederlands Kammerkoor, dir. René Jacobs - Harmonia Mundi, 1996
- The Sixteen, dir. Harry Christophers - Hyperion, 1997
- Ensemble Alte Musik Dresden, dir. Hans-Christoph Rademann - Raumklang, 1998
- Les Arts florissants, Les Sacqueboutiers de Toulouse, dir. William Christie - Erato, 1998
- Ensemble Elyma, Coro Antonio Il Verso, Coro Madrigalia, Les Sacqueboutiers de Toulouse, dir. Gabriel Garrido - K 617, 1999
- Bach Collegium Japan, dir. Masaaki Suzuki - Bis, 1999, 2001.
- Ensemble More Antiquo, Concerto Palatino, dir. Diego Fasolis - Arts Music, 2000
- The Choir of Clare College, dir. Timothy Brown - Regis, 2001
- Concerto Palatino, Tragicomedia, dir. Stephen Stubbs - Atma, 2003
- Concerto Italiano, dir. Rinaldo Alessandrini - Opus 111, 2004
- Pro Cantione Antiqua, Collegium Aureum, Escolania y Capella de Musica Montserrat, dir. Franzjosef Maier - Deutsche Harmonia Mundi, 2005
- The King's Consort, dir. Robert King - Hyperion, 2006
- Gabrieli Consort and Players, dir. Paul McCreesh - DG Archiv Produktion, 2006
- The Rodofus Choir, Southern Sinfonia, dir. Ralph Allwood - Signum Cassics, 2008
- La Petite Bande, dir. Sigiswald Kuijken - Challenge Records, 2008
- Taverner Consort, Choir and Players, dir. Andrew Parrott - EMI, rééd. 2009
- Chœur de la Cathédrale de Ratisbonne, dir. Hanns Martin Schneidt - Universal, rééd. 2010
- Chœur Antonio Il Verso, Chœur Madrigalia, dir. Gabriel Garrido - K 617, 2010
- Apollo's Fire (en) Baroque Orchestra, dir. Jeannette Sorrell - Avie, 2010
- Ensemble Concerto, Ensemble la Pifarescha, dir. Roberto Gini - Dynamic, 2010
- Chœur du New College d'Oxford, Charivari agréable, dir. Edward Higginbottom - Novum, 2010
- L'Arpeggiata (version à un par voix), dir. Christina Pluhar, avec Núria Rial, Raquel Andueza, Luciana Mancini, Markus Brutscher, and Fernando Guimarães, Virgin Classics, 2011.
- The Sixteen, dir. Harry Christophers, avec Grace Davidson, Charlotte Mobbs (sopranos), Simon Berridge, Jeremy Budd, Mark Dobell (ténors), Ben Davies et Eamonn Dougan (basses), Coro, 2014.
- Monteverdi Choir, English Baroque Soloists, dir. John Eliot Gardiner, avec Silvia Frigato, Emanuella Galli, Nicholas Muroy et Krystian Adam - Alpha, 2015 (DVD) - Diapason d'Or
- Ensemble Pygmalion, dir. Raphaël Pichon, solistes Céline Scheen, Perrine Devillers, Lucile Richardot, Emiliano Gonzalez Toro, Zachary Wilder, Antonin Rondepierre, harmonia mundi (2023). Distinctions : 4ƒ de Télérama, La Clef ResMusica.